# Alfred Jauffret
Pour les articles homonymes, voir Jauffret.
Alfred Évariste Marie Jauffret ou plus simplement Alfred Jauffret (né le 7 décembre 1900 à Aix-en-Provence et mort le 27 janvier 1983  dans la même ville) est un juriste et universitaire français, spécialiste du droit commercial. Professeur à la Faculté de droit et de science politique d'Aix-Marseille, il est correspondant de l'Académie des sciences morales et politiques, dans la section législation, droit public et jurisprudence.

## Biographie
Boursier de la fondation Thiers, Alfred Jauffret soutient en 1927 sa thèse de doctorat Du droit de souscrire par préférence à des actions nouvelles et devient agrégé des Facultés de droit en 1929. Il est professeur de droit commercial à la Faculté de droit et de science politique d'Aix-en-Provence de 1929 à 1972.
Auteur d'un Manuel de procédure civile et voies d’exécution publié en 1939, constamment réédité et mis à jour jusqu'en 1984, il est également l'auteur d'un Manuel de droit commercial (1947) dont la 23e et dernière édition est publiée par Jacques Mestre en 1997 et il collabore au deuxième tome du Traité de droit commercial de Joseph Hamel et Gaston Lagarde publié en 1966 chez Dalloz.
Après la disparition de Jean Escarra en 1955, il est choisi pour achever la rédaction d'un Code de commerce en Éthiopie
Après sa retraite en 1972, il devient professeur honoraire et ses collègues publient en son honneur en 1974 un recueil d'Études offertes à Alfred Jauffret, professeur honoraire à la Faculté de droit d’Aix-Marseille.

## Œuvres
- Du droit de souscrire par préférence à des actions nouvelles, thèse de doctorat, 1927
- Manuel de procédure civile et voies d’exécution (avec Daniel Parisot), Librairie générale de droit et de jurisprudence, Paris, 1939
- Manuel de droit commercial, 1947
- Les Éléments nouveaux du fonds de commerce, Librairie générale de droit et de jurisprudence, Paris, 12950
- Traité de droit commercial (avec Joseph Hamel et Gaston Lagarde) tome 2 — Propriété industrielle, fonds de commerce et baux commerciaux, obligations et sûretés, effets de commerce, banques et opérations de banque —, Paris, Dalloz, 1966
- Les Sûretés réelles sur les vins, Librairie générale de droit et de jurisprudence, Paris, 1967
- Caisses d'épargne et banques, Librairies Techniques, 1968
- Identification et numérotation des entreprises et des établissements, Librairies Techniques, 1978
- Jeanne Boucourechliev, Yves Guyon, Alfred Jauffret et Jean Hémard (préf. Jean-Marc Mousseron), Dix ans de droit de l'entreprise, Paris, Librairies techniques, 1978

## Articles
- Alfred Jauffret, Un comparatiste au XVe siècle : Balthazard-Marie Émérigon, in Revue internationale de droit comparé, Année 1972, Volume 24, Numéro 2, p. 265-277 en ligne
- Le Rôle du droit comparé en matière de registre du commerce in Aspects nouveaux de la pensée juridique. Recueil d'études en hommage à Marc Ancel, vol. I, Études de droit privé, de droit public et de droit comparé, pp. 151-160, Éditions A. Pedone, Paris, 1975

## Récompenses et distinctions
- Chevalier de la Légion d'honneur
- Croix de guerre 1939-1945
- Commandeur dans l'Ordre des palmes académiques
- Docteur honoris causa de l'université de Gand